# Тьюмут
Тьюмут (тамут, тьюмут; произносится /ˈtjuːmət/) — город Австралии, располагающийся в Риверине, Новый Южный Уэльс на береге реки Тьюмут. Город находится в предгорье Сноуи Маунтинс и считается входом в район Сноуи Маунтинс Схем. Графство Тьюмут администрируется через офисы, расположенные в городе.
Тьюмут располагается в 410 км к юго-западу от Сиднея и 525 км к северо-востоку от Мельбурна. Город является одним из мест, известных благодаря своим историческим постройкам, одной из которых является Англиканская церковь, построенная Эдмундом Блэкетом.
| Ср. максимальная температура | Ср. минимальная температура | Годовое количество осадков |
| ---------------------------- | --------------------------- | -------------------------- |
| 21 °C                        | 6,6 °C                      | 907,2 мм                   |

## История
Тьюмут (первоначально Дьюмот, англ. Dumot) на аборигенном языке обозначает «место отдыха рядом с рекой». Почтовое отделение Тьюмута открылось 1 января 1849 г.
Тьюмут был одним из городов, вошедших в короткий список городов Австралийской столичной территории. Остальные включают в себя Олбери, Армидейл, Бомбала, Далджети, озеро Джордж, Орэндж, Тума, Линдхёрст, и Ясс.

## Промышленность
Тьюмут является центром процветающей хвойной промышленности, базирующейся на плантациях Pinus radiata. Компания CarterHoltHarvey Woodproducts (Central and Northern Regions) Pty Ltd обладает главной лесопилкой на Адэлонг Роад (Сноуи Маунтинс Хайвэй) и по соседству завод по изготовлению ДСП. На 8 км дальше по дороге компания имеет завод по обработке пиловочного бревна при Гилморе. Целлюлозно-бумажный комбинат Visy расположен к северу от Сноуи Маунтинс Хайвэй при Гадагаре.